# Kuncan
Kuncan (chinois simplifié : 髡残 ; chinois traditionnel : 髡殘 ; pinyin : kūn cán) parfois écrit Kun Can, K'Ouen-Ts'an ou K'un-Ts'an, né Liu Shixi刘石溪 / 劉石谿, liú shíxī, noms de pinceau : Shigi, Jieqiu, Baitu, Candaoren, né en 1612 à Wuling, province de Hunan, décédé aux environs de 1674, est un artiste peintre de paysages dans la tradition chinoise, principalement actif vers 1657 – 1671.

## Les Quatre Grands Moines Peintres
Les Quatre Grands Moines Peintres, Hong Ren, Kuncan, Bada Shanren et Shitao vivent approximativement à la même époque; tous assistent à la chute des Ming. Kuncan, moine sous les  Ming, reste profondément loyal à la dynastie déchue.
En marge de l'orthodoxie, s'affirme dès la fin de l'époque Ming, un courant individualiste dont les plus remarquables représentants seront, au début de la dynastie Qing, Bada Shanren (Zhua Da - 1625-1675), Shitao (Daoji Shitao - 1641- après 1717), et Kuncan. Ces hommes, devant la nouvelle dynastie étrangère, cherchent à fuir la vie et les responsabilités civiques, et se réfugient souvent dans la solitude monastique, moins par vocation que par convenance personnelle. Kuncan semble être une exception, ayant embrassé la vie religieuse avant la chute des Ming.

## Biographie
Kuncan est né à Wuling mais il séjourne à Nanjin où il devient l'ami intime de célèbres lettrés toujours loyaux à la dynastie des Ming. Ils ont l'habitude de se réunir au monastère de Yougi, dans la montagne de la Tête de Bœuf, où vit Kuncan. Quand l'armée mandchoue marche sur le Sud, il soutient les combattants de la résistance, mais ceux-ci sont rapidement écrasés. Il se cache dans les montagnes, endure de nombreuses épreuves, puis erre de monastères en monastères. vivant en reclus, il écrit et peint des tableaux.
Kuncan est une des personnalités les plus attachantes de ces groupes d'individualistes. L'influence de Dong Qichang est sensible dans son œuvre. L'interprétation de la nature reste sa préoccupation principale. Il est originaire de Wuling, province de Hunan. Il perd sa mère jeune et décide d'embrasser la vie religieuse. Il pratique la méditation en plusieurs monastères, pour finalement se rendre à Nankin où il reçoit l'ordination monastique. Il vit et médite dans l'esprit du Bouddhisme Chan. Il se fait moine, non pas pour échapper au monde et aux dangers politiques, mais par vocation.
De santé fragile, il peut vivre seul des mois et des années, avec pour tout mobilier une bouillotte et une table. De temps à autre, il s'exerce à la calligraphie ou peint pour se détendre. La réflexion spirituelle est au  cœur même de son existence solitaire. Son art est l'expression d'une vie intérieure que nourrit une puissante personnalité. Il a étudié les maîtres Yuan, mais il cherche d'abord, dans les paysages qu'il peint, la nature de Buddha : il entend respirer l'esprit dans le souffle qui donne vie aux montagnes et aux eaux. Ses sujets sont généralement des monts boisés, des rivières, des nuées dans les vallées, des maisons dans les fonds, des temples et des monastères plus ou moins haut perchés.
Moine bouddhiste de la secte chan, après quelques années d'errance, il devient supérieur du monastère Nishou, près de Nankin. Reclus et malade, il voit peu de monde, si ce n'est Chen Zhengkui (actif à Nankin au milieu du XVIIe siècle), et se rattache comme lui à ce que l'on pourrait appeler : l'École de Nankin. Paysagiste, « Kuncan a une vision puissante et tumultueuse de l'univers et bien que certains détails dénotent une influence de Dong Qichang, ses paysages sont fondés directement sur la nature: collines boisées, rivières, vallées brumeuses, temples sont des décors familiers pour lui. ».

## Peintres deNankin
Kuncan et Gong Xian
Au XVIIe siècle, le centre de l'activité artistique s'est déplacé de la côte vers l'ouest. avec Xinan au Anhui, Nankin et Yangzhou sur le fleuve bleu ont vu aussi se développer des écoles. Du point de vue stylistique, l'école de Nankin est difficile à définir. Sous le vocable de Nankin, des peintres qui vivent dans la région et se réunissent autour d'un grand lettré: Zhou Lianggong (1612-1672). Les artistes qui contribuent à la constitution des albums dédiés à Zhou Lianggong n'ont guère de parenté entre eux. Parmi eux se trouvent deux peintres que l'amitié lie étroitement : Chen Zhengkui (actif de 1630 à 1670) et Kuncan.

## Style et influence
Si ses traits secs font penser à l'école du Anhui, il s'en éloigne par sa densité et sa richesse, sorte de densité picturale où l'accidentel, voir le désordonné, n'appartiennent qu'au réel , aucune forme fantastique ou expressionniste, mais une échelle éminemment logique. Sans son œuvre la plus célèbre, le temple Bao'en, près de Nankin, rouleau vertical daté 1664, laisse transparaître cette marque extrêmement personnelle avec ses buttes et ses versants à pic bien réels, ses nappes de brume et les derniers éclats de soleil qui colorent les hauteurs lointaines, et domine toute la composition. Ce style est un exemple de ce que les critiques chinois nomment « luxuriante » ou « densité ».
Le grand paysage de la collection Crawford, à New York, est très simplement construit, sans effort. En d'autres paysages, le pinceau semble agité par un tourment intérieur. Une étude attentive de certaines de ses œuvres a conduit les critiques à chercher chez lui l'influence de la peinture occidentale. Les peintres de Nankin, Kuncan et autres individualistes remarquables (Fan Qi (1616-1695), Yuan Jiang (1690-1724) peintre de cour, Fa Ruozhen (1613-1696), ont pu être touchés directement ou indirectement par l'Occident.
Kuncan n'est pas à la recherche de secrets techniques. Il peint dans un style d'esquisse attentivement travaillé mais nullement contraint, et utilise des lavis légers de tons brun-rouge et bleutés. Sa manière peut être plus proche des aquarelles occidentales que des lavis d'encre de Chine.
Il a lui-même exprimé l'expression de son art en écrivant :
« La question est de savoir comment trouver la paix dans un monde de souffrances. Vous demandez comment je suis arrivé ici ; je ne peux vous en donner la raison. Je vis tout en haut d'un arbre et je regarde en bas. Ici je peux me reposer, libre de tous soucis ; je suis comme un oiseau dans son nid. Les gens disent de moi que je suis un homme dangereux, mais je leur réponds : C'est vous qui êtes comme des démons. »
La peinture qui porte cette inscription représente un moine niché au sommet d'un arbre où il médite assis, le menton appuyé sur les mains. Ce comportement ne doit pas s'entendre comme d'un refus devant les responsabilités humaines.
Quelque temps après avoir peint cette œuvre, Kuncan assume la charge abbatiale dans le monastère de la Tête de Buffle. Quand il en a le loisir, il monte au sommet des montagnes contempler un beau site et le peindre si l'inspiration le saisissait, en écrivant quelques paragraphes. Ainsi se sentait-il pleinement homme. À la fin d'un rouleau magnifique intitulé Montagnes et rivières sans fin, il écrit : « Il a été dit que la paix donne naissance à l'action et que le mouvement trouve son expression dans le travail. Il peut certes être dit qu'un tel homme se tient [debout] sans honte entre ciel et terre ».

## Musées
- Cambridge (Fogg Mus.) :
  - Montagnes et pavillons dans une pinède, poème daté 1674.
- Cologne (Mus. für Ostasiatische Kunst):
  - Ruisseau serpentant dans la montagne, arbres feuillus sur des rochers nus, inscription du peintre datée 1667.
- Oxford (Mus. of Far Eastern Art):
  - Paysage de rivières dans des montagnes très boisées, inscription du peintre, attribution.
- Pékin (Mus. du Palais):
  - Ravin profond avec torrents et brumes, inscription du peintre datée 1664.
  - Deux hommes assis sur une terrasse et regardant le cours d'eau en dessous, grands pins et brouillard dans la vallée
- Shanghai:
  - Sentier serpentant dans la montagne entre les rochers, daté 1663, long colophon de l'artiste.
- Stockholm (Nat. Mus.):
  - Rivière de montagne, inscription datée 1661.
  - Rivière dans la montagne avec un pont de pierre, inscription poétique de l'artiste, petit rouleau en longueur.
  - Colline s'élevant au-dessus de la plaine, titre et poème calligraphié par le peintre, signé.